# Рубль Шпіцбергена
Рубль Шпіцбергена - грошові знаки, що діяли на території поселень острова Шпіцберген, що знаходилися під радянською, а потім російською юрисдикцією.
Гроші випускалися у вигляді паперових та металевих знаків. Номінали, як правило, відповідали номіналам монет та бон СРСР.

## Паперові бони
Випуск паперових бон Арктикугля для використання на Шпіцбергені розпочато в 1931.
У 1941 році у зв'язку з початком війни видобуток вугілля було припинено, мешканців радянських селищ було евакуйовано. В 1943 частина будівель на рудниках була пошкоджена артилерійським вогнем з німецьких кораблів. Використання бон Арктикугля на Шпіцбергені було припинено.
29 серпня 1946 року Рада Міністрів СРСР прийняла постанову «Про відновлення радянських вугільних копалень на острові Шпіцберген», п. 43 якої наказував Міністерству фінансів СРСР випустити для внутрішнього обігу на Шпіцбергені з 1 жовтня 1946 спеціальні бони на суму 3 млн рублів. Цього разу бони були випущені як паперові, так і металеві. Пізніше були ще 4 випуски паперових бон: 1951, 1957, 1961 і 1978 років.

1 копійка 1961 р. тресту «Арктикуголь», СРСР; аверс
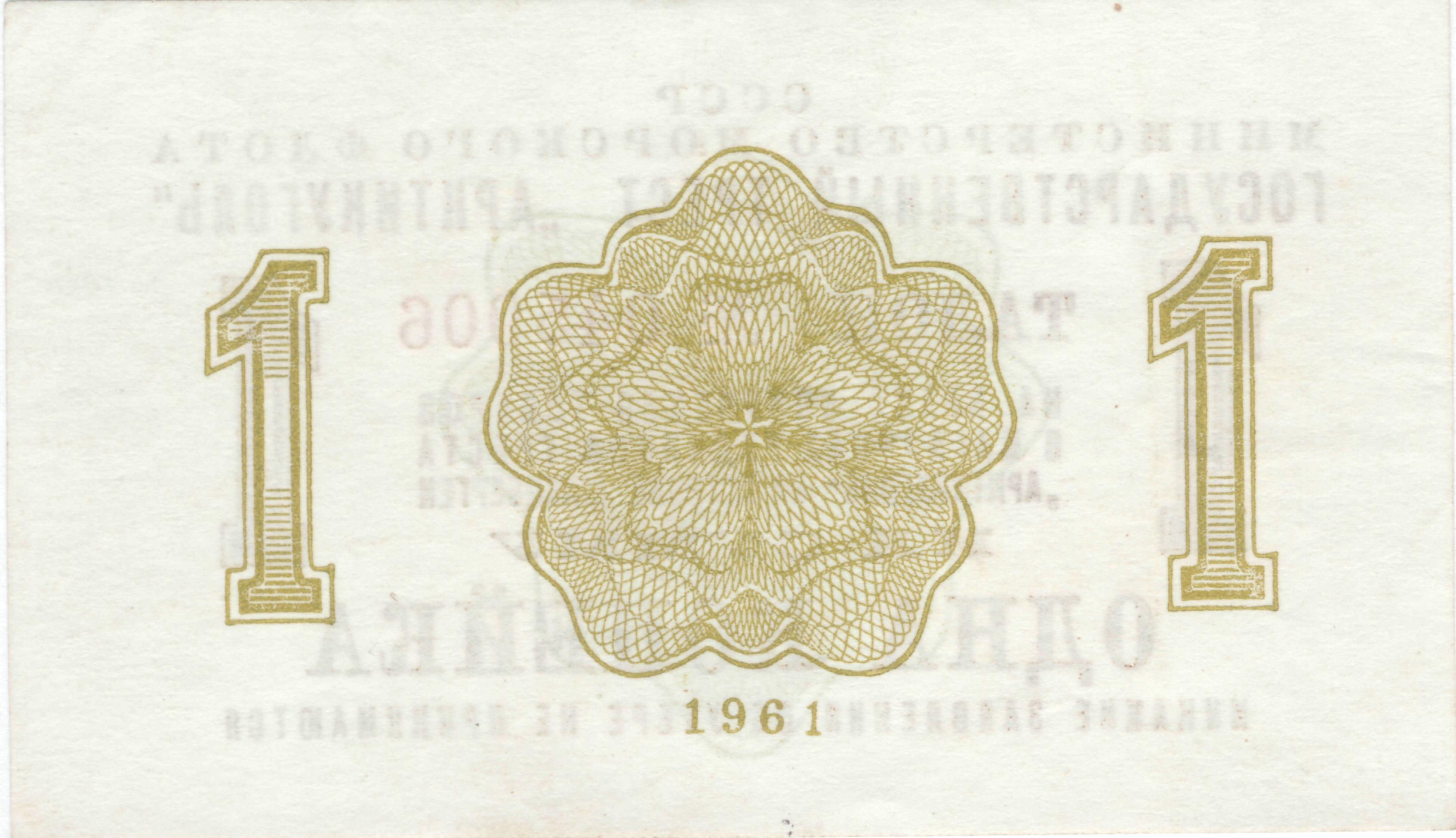
Реверс

| Рік випуску                 | Емітент, вказаний на бонах                                                                                  | Назва бон                                                                                        | Номінали                                                                        |
| 1931 (на бонах не вказаний) | Арктикуголь Шпицбергенское рудоуправление                                                                   | Ордер для забору товарів у магазинах рудників тресту Арктикуголь на о. Шпіцбергені               | 1, 2, 3, 5, 10 копійок, 1, 3, 5, 10, 25, 50, 100 рублів                         |
| 1935 (на бонах не вказаний) | Арктикуголь Шпицбергенское рудоуправление                                                                   | Ордер для забору товарів у магазинах рудників тресту Арктикуголь на о. Шпіцбергені               | 1, 2, 3, 5, 10 копійок, 1, 3, 5, 10, 25, 50, 100 рублів                         |
| 1940                        | Державний трест з видобутку і збуту вугілля на островах і узбережжі Північного Полярного Моря «Арктикуголь» | Талон на право отримання товарів у магазинах рудників тресту «Арктикуголь» на о. Шпіцберген      | 1, 3, 5, 100 рублів; відомі тільки зразки — 10, 25, 50 рублів                   |
| 1946                        | Державний трест з видобутку та збуту вугілля на острові Шпіцберген «Арктикуголь»                            | Талон на право отримання товарів у магазинах рудників тресту «Арктикуголь» на острові Шпіцберген | 1, 3, 5, 10, 25, 50, 100 рублів                                                 |
| 1951                        | Державний трест «Арктикуголь»                                                                               | Талон на право отримання товарів у магазинах рудників тресту «Арктикуголь» на острові Шпіцберген | 1, 3, 5, 10, 25, 50, 100 рублів; відомі тільки зразки — 1, 3, 5, 10, 20 копійок |
| 1957                        | Державний трест «Арктикуголь»                                                                               | Талон на право отримання товарів у магазинах рудників тресту «Арктикуголь» на острові Шпіцберген | 1, 3, 5, 10, 20 копійок, 1, 3, 5, 10, 25, 50, 100 рублів                        |
| 1961                        | Державний трест «Арктикуголь»                                                                               | Талон на право отримання товарів у магазинах рудників тресту «Арктикуголь» на острові Шпіцберген | 1, 3, 5, 10, 20 копійок, 1, 3, 5, 10, 25, 50, 100 рублів                        |
| 1978 (на бонах не вказаний) | Державний трест «Арктикуголь»                                                                               | Талон для внутрішніх розрахунків на підприємствах «Арктикуголь»                                  | 1, 2, 3, 5, 10, 20 копійок, 1, 3, 5, 10, 25, 50, 100 рублів                     |

- 1 копейка 1961 г. треста «Арктикуголь», СССР; аверс 1 копійка 1961 р. тресту «Арктикуголь», СРСР; аверс
- Реверс

## Металеві бони 1946 року
- 10 копійок (алюміній, бронза) - 50 000 штук
- 15 копійок (алюміній, бронза) - 33 300 штук
- 20 копійок (мідь, нікель) - 25 000 штук
- 50 копійок (мідь, нікель, з малою зіркою) - 21 840 штук
- 50 копійок (мідь, нікель, з великою зіркою, зі штемпелем від 10 копійок, цифра «6» менше, ніж у 50 копійок з малою зіркою) - 21 840 штук.

Бони цього випуску перебували в обігу до 1957 року, коли вони були повністю витіснені паперовими чеками.
У 2012 році на честь свого 80-річчя Арктикуголь замовив на Санкт-Петербурзькому монетному дворі набори, що складалися з копій металевих бонів 1946 і пам'ятного жетону.

## Металеві бони 1993 року
У 1993 році Московський монетний двір викарбував бони із зображенням на аверсі білого ведмедя та карти островів. Так як на них була напис «Російська Федерація» і карта островів, норвезька держава вимагала вилучити ці бони з обігу на островах. Бони були вилучені з обігу, частина бон карбування 1993 року пішла на переплавку.
Тираж:
- 10 рублів - 77 600 штук
- 25 рублів - 77 700 штук
- 50 рублів - 77 800 штук
- 100 рублів - 77 900 штук

| Металеві бони зразку 1993 року | Металеві бони зразку 1993 року | Металеві бони зразку 1993 року | Металеві бони зразку 1993 року | Металеві бони зразку 1993 року | Металеві бони зразку 1993 року | Металеві бони зразку 1993 року | Металеві бони зразку 1993 року    | Металеві бони зразку 1993 року | Металеві бони зразку 1993 року |
| Зображення                     | Номінал (рублів)               | Параметри                      | Параметри                      | Параметри                      | Опис                           | Опис                           | Опис                              | Опис                           | Дата випуску                   |
| Зображення                     | Номінал (рублів)               | Діаметр                        | Товщина                        | Маса                           | Матеріал                       | Гурт                           | Реверс                            | Аверс                          | Дата випуску                   |
| ------------------------------ | ------------------------------ | ------------------------------ | ------------------------------ | ------------------------------ | ------------------------------ | ------------------------------ | --------------------------------- | ------------------------------ | ------------------------------ |
|                                | 10                             | 20 мм                          |                                | 2,9 гр                         | нікель, покритий сталлю        | гладкий                        | Номінал, Російська Федерація, рік | білий ведмідь і карта островів | 1993                           |
|                                | 25                             | 22 мм                          |                                | 3,9 гр                         | нікель, покритий сталлю        | гладкий                        | Номінал, Російська Федерація, рік | білий ведмідь і карта островів | 1993                           |
|                                | 50                             | 24 мм                          |                                | 5 гр                           | нікель, покритий сталлю        | гладкий                        | Номінал, Російська Федерація, рік | білий ведмідь і карта островів | 1993                           |
|                                | 100                            | 25 мм                          |                                | 5 гр                           | алюмінована бронза             | рифлений                       | Номінал, Російська Федерація, рік | білий ведмідь і карта островів | 1993                           |

## Монетоподібні жетони 1998 року
У березні 1999 року АТЗТ «Інфобалт» замовило на Санкт-Петербурзькому монетному дворі монетоподібні жетони. На цих жетонах було розміщено зображення карти архіпелагу та написи «Шпіцберген» та «Арктикуголь». Номінали жетонів вказані цифрами без зазначення одиниці (рубль). Під номіналом – знак монетного двору та вказівка року – «1998». Було виготовлено жетони шести номіналів тиражем 6000 шт.:
- 0,1 (алюміній)
- 0,25 (алюміній)
- 0,50 (алюміній)
- 1 (латунь)
- 2 (латунь)
- 5 (мідь, нікель).

Є жетони всіх номіналів, виготовлені не в «своєму» металі (0,1 — в латуні і мідно-нікелевому металі, тощо).
Жетони цього та всіх наступних випусків ніколи в обігу на Шпіцбергені не використовувалися.

## Дивіться також
- Токен (грошовий знак)
- Чеки Зовнішпосилторгу та Зовнішторгбанку